# Pseudobrimus gabonicus
Pseudobrimus gabonicus är en skalbaggsart som beskrevs av Stefan von Breuning 1936. Pseudobrimus gabonicus ingår i släktet Pseudobrimus och familjen långhorningar.
Artens utbredningsområde är Gabon. Inga underarter finns listade i Catalogue of Life.